# Ройтен, Йозеф
Йозеф Ройтен (Райстин) — архитектор Стефана Батория, который руководил работами по перестройке гродненского Старого замка в стиле немецкого маньеризма.

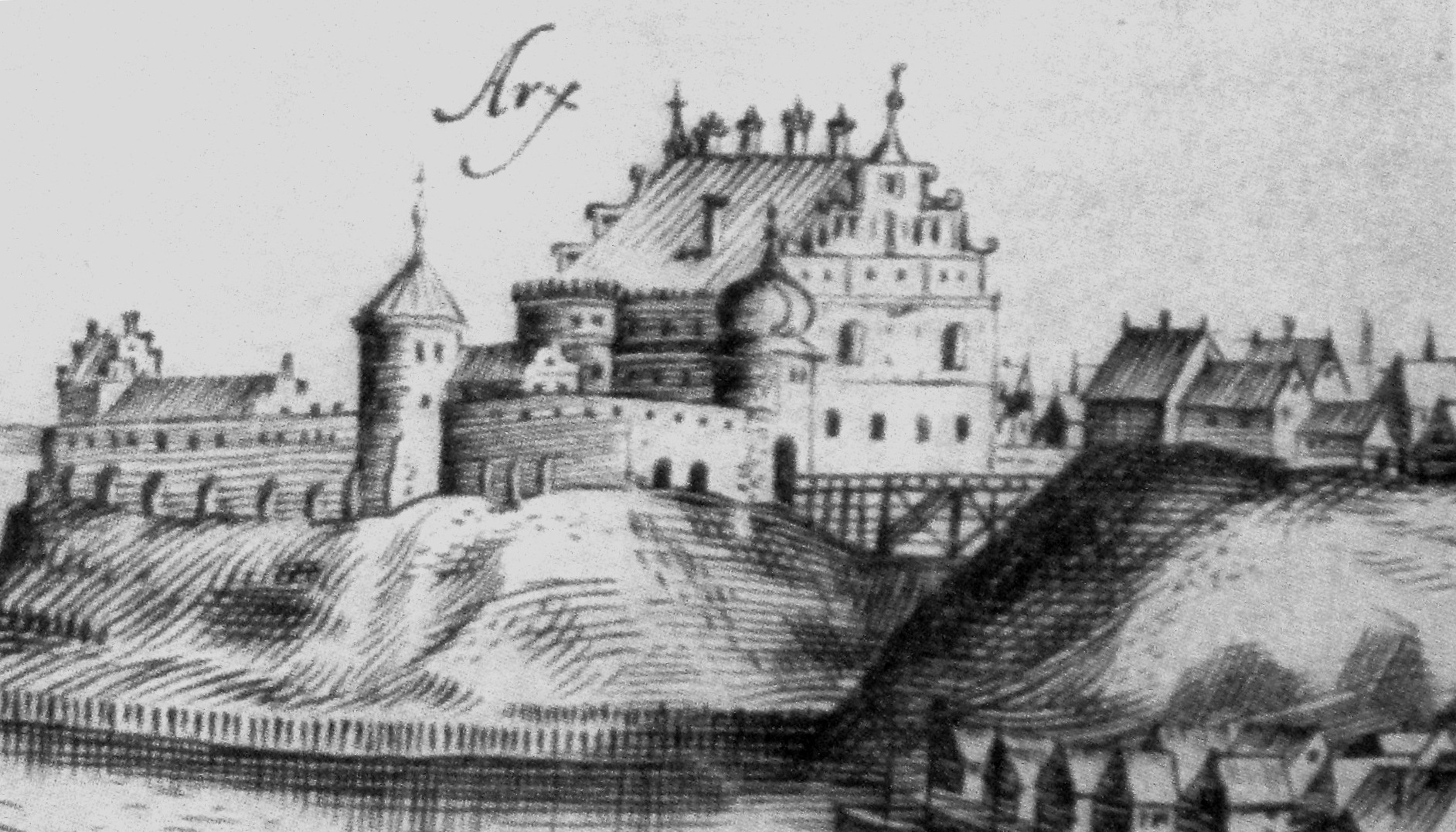
Гродненский королевский замок на гравюре Т.Маковского, 1600 г.

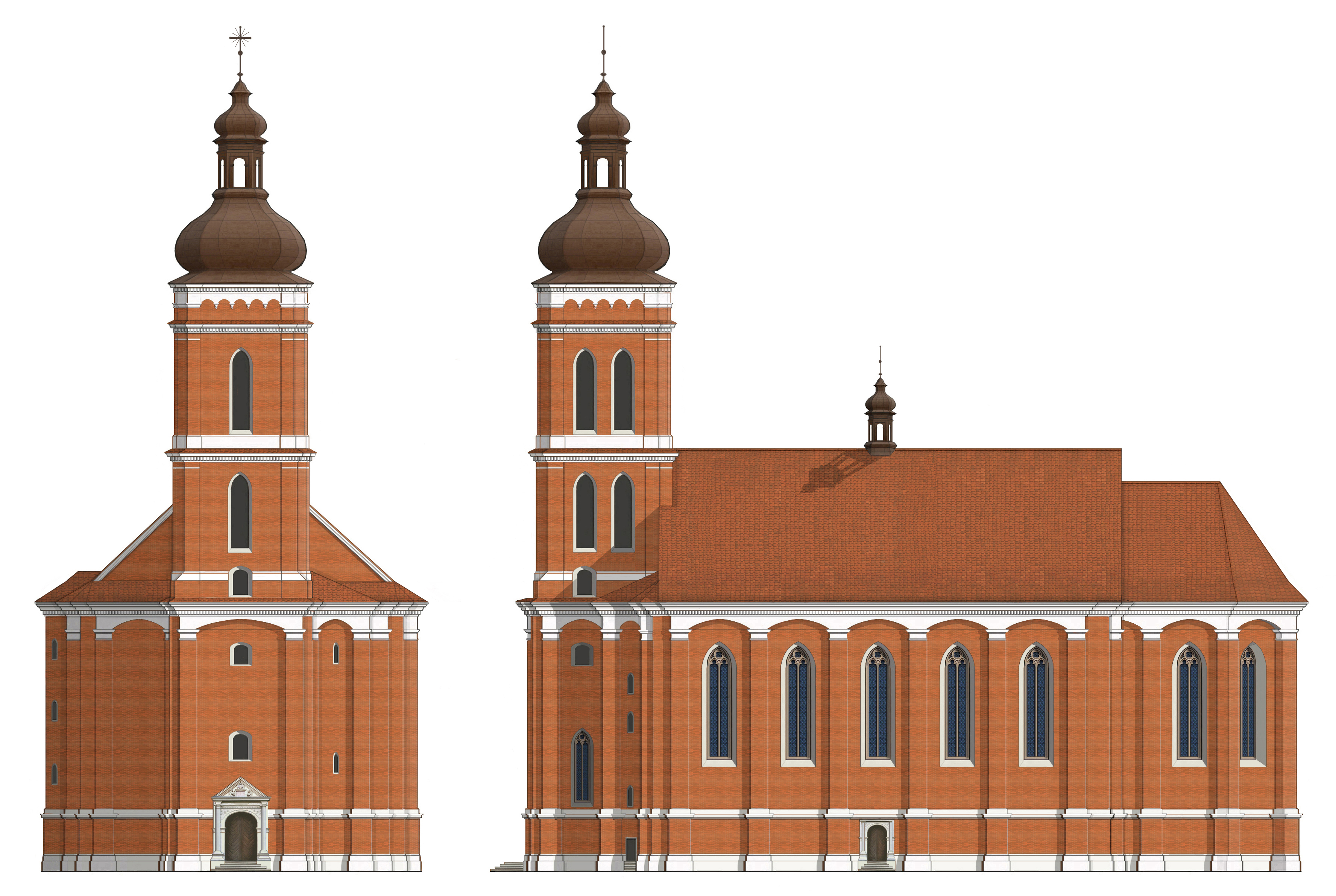
Гродненский приходской костёл. Реконструкция на к. XVI в.

В 1589 г. в присяжных книгах г. Львова он упоминается как "Его Королевского Величества строитель и архитектор замка гродненского" ( "Sacrae Regiae Maiestatis Murator et Architectus in Arce Grodnensis"). Известно, что Ройтен определённое время жил в Гродно и даже владел земельным наделом в Сухом селе (ныне это территория района бывшей Городницы). Также Ройтен принимал участие в строительстве гродненского приходского костела, Фары Витовта, который Стефан Баторий изначально планировал передать иезуитам. В актах литовской метрики за 1592 году он так и упоминается: "строитель костела гродненского". Польская исследовательница сакральной архитектуры Мария Коломайска-Сайед считает, что Ройтен может быть выходцем из Австрии, поскольку в окрестностях г. Линц существует местность Roiten.

## Список литературы
- W. Łoziński, Sztuka Lwowska XVI i XVII w., Lwów, 1901, s. 96
- Jarosław Wojciechowski, Stary zamek w Grodnie, II // Biuletyn Historii Sztuki i Kultury Nr. 3. – Warszawa: Zakład Architektury Polskiej i Historii Sztuki Politechniki Warszawskiej, 1938
- Józef Jodkowski, Grodno, Wilno, 1923, s. 82